# Ripe (by)
 For alternative betydninger, se Ripe. (Se også artikler, som begynder med Ripe)
Ripe er en italiensk by (og kommune) i regionen Marche i Italien, med omkring  indbyggere.